# Vanjski vikar
Vanjski vikar (lat. vicarius foraneus, vanjski vikar), služba unutar Katoličke Crkve (v. hijerarhija Katoličke crkve).
Unutar katoličke Crkve pojam vikar uvijek označava službu koju je podijelio ordinarij za određeno područje djelovanja. Kanonsko pravo Katoličke Crkve poznaje službu: generalnog vikara, biskupijskog vikara, vanjskog vikara (dekana) i župnog vikara.

## Razvitak i značenje službe
Služba dekana u Katoličkoj Crkvi javlja se početkom VI. stoljeća a posebno se razvija u IX. stoljeću. Unutar pojedinih naroda dodjeljivani su razni nazivi ovoj službi: dekan, arhiprezbiter, vanjski vikar. Bila im je podijeljena briga nad određenim župama, ali više u smislu bdijenja nad njihovim radom. Tijekom povijesti opada njihov značaj sve do posttridentske obnove (v. Tridentski sabor). Odlukom sinode Milanske biskupije iz 1565. pod predsjedanjem sv. Karla Boromejskog, uvodi se opet praksa vanjskog vikara (vikarius foraneus). Sam latinski pojam govori da je to osoba koja se brine za vanjske dijelove biskupije, te predstavlja biskupovu osobu u pojedinom djelu biskupije.